# Potpeće (Foča, BiH)
Potpeće je naseljeno mjesto u općini Foči, Republika Srpska, BiH. Nalazi se na lijevoj strani rijeke Ćehotine, gdje tvori luk i istočno od Dragočavske rijeke.
Nastalo je spajanjem naselja Dulovića i Falovića 1950. godine (Sl. list NRBiH br. 10/50). Godine 1962. pripojeno mu je naselje Kobilja Ravan (Sl. list NRBiH br. 47/62).

## Stanovništvo
| Narod     | Popis 1961. | Popis 1971. | Popis 1981. | Popis 1991. |
| --------- | ----------- | ----------- | ----------- | ----------- |
| Hrvati    |             |             |             |             |
| Muslimani | 401         | 472         | 409         | 302         |
| Srbi      | 141         | 161         | 150         | 138         |
| ostali    | 13          | 21          | 35          | 11          |
| Ukupno    | 555         | 654         | 594         | 451         |